# Sistemi geotermici migliorati
ʈI Sistemi geotermici migliorati (in inglese Enhanced geothermal systems, in breve EGS) sono sistemi di terza generazione che incrementano il rendimento delle centrali geotermoelettriche nella produzione di energia elettrica a partire da vapore naturale. La tecnica consiste nel pompare acqua attraverso fenditure e porosità naturali delle rocce in corrispondenza di serbatoi o giacimenti geotermici cioè punti della crosta terrestre in cui esistono temperature elevate ad una profondità facilmente accessibile. Oltre a pompare acqua si aumenta anche la permeabilità del suolo con opportuni scavi e perforazioni (a seconda dell'accessibilità, o meno, dell'uomo al fronte dell'opera)  attraverso cui viene pompata acqua sotto pressione. In questi siti, in cui già può essere prodotta energia elettrica sfruttando il vapore che si forma dal riscaldamento dell'acqua piovana che penetra in profondità, l'ulteriore pompaggio di acqua aumenta la quantità di vapore disponibile per la produzione di energia rendendo economicamente vantaggiosi siti in cui naturalmente viene prodotto poco vapore per mancanza di acqua nel sottosuolo.

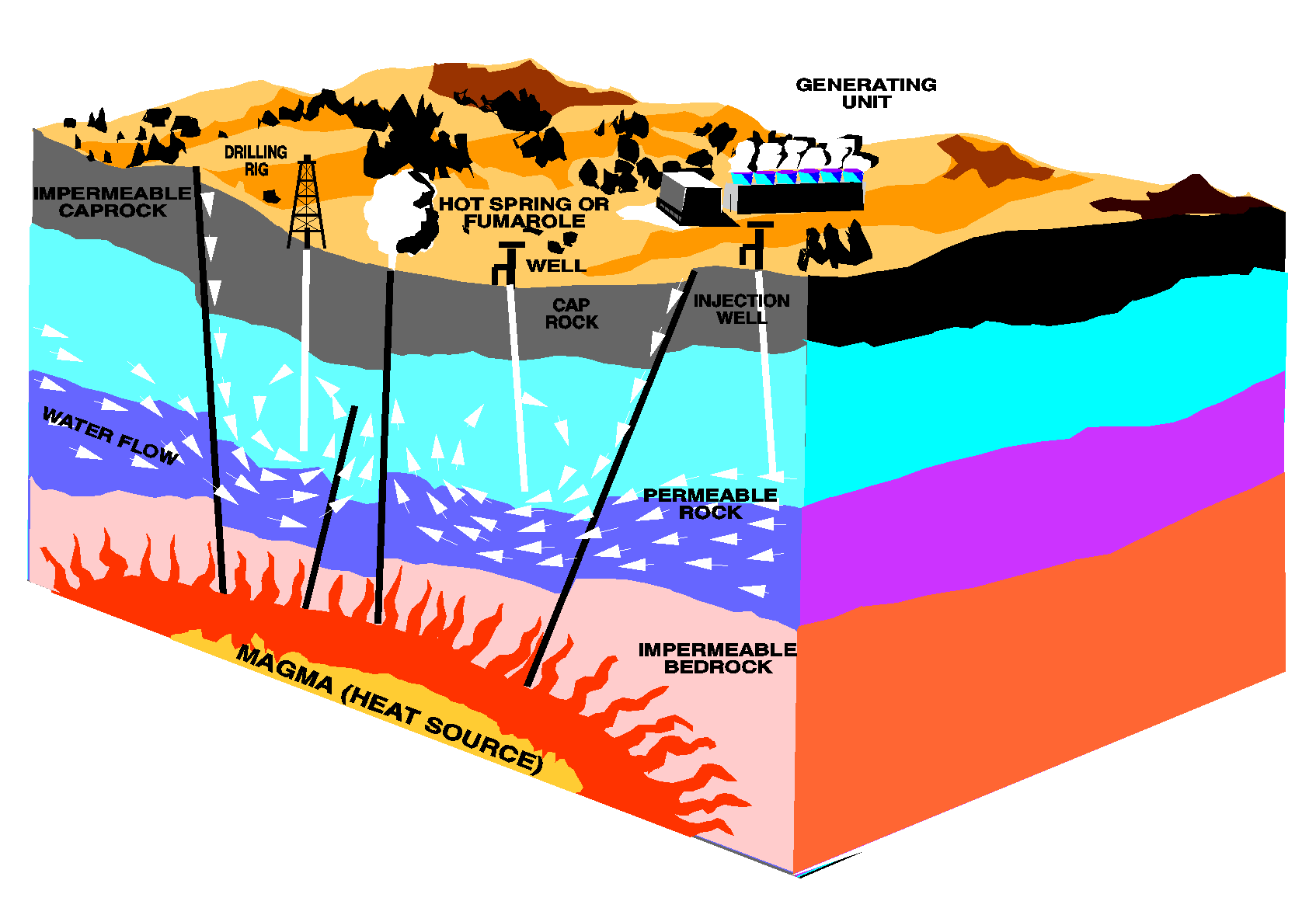
Tecnologie che sfruttano l'energia geotermica.

L'acqua così immessa viaggia attraverso le fenditure naturali presenti negli strati rocciosi profondi, si riscalda e attraverso altri condotti artificiali torna alla centrale dove genera energia elettrica; l'acqua si raffredda e viene reimmessa nel sottosuolo e il ciclo riprende.

## Estrazione di calore da rocce calde e secche (Hot Dry Rocks)
Una buona permeabilità delle rocce calde è indispensabile per l'estrazione di calore tramite la circolazione di fluidi. Purtroppo la grande maggioranza delle rocce calde è poco permeabile e perciò lo sfruttamento industriale dell'energia geotermica si è dovuto inizialmente limitare ai rari siti in cui già esisteva un sistema di circolazione idrotermale, come per esempio Larderello. Da alcuni decenni, perciò, è stata sperimentata la possibilità di fratturare le rocce del potenziale serbatoio, anche se collocato a grande profondità. La principale tecnica consiste nell'iniettare acqua fredda a grande pressione cercando di creare fenditure che colleghino il pozzo di perforazione con eventuali altre fratture già presenti nella matrice rocciosa. La pressione del fluido rende possibile lo scorrimento in rocce sollecitate a taglio (hydroshearing) e, quando la pressione supera anche la minima compressione principale della roccia, l'apertura di una fenditura perpendicolare alla direzione di minima compressione (hydrofracturing). Questa tecnica ha lo scopo di rendere possibili centrali geotermoelettriche anche in siti in cui non esistono serbatoi geotermici.
Sistemi di questo tipo sono in via di sviluppo in Francia, Australia, Giappone, Germania, Stati Uniti e Svizzera.
Il più grande progetto è australiano: 5.000-10.000 MW a Cooper Basin.

## Estrazione di calore a bassa entalpia
La presenza di rocce calde a bassa profondità può essere utilizzata per estrarre calore a bassa entalpia utilizzabile per il condizionamento di edifici o per utilizzi industriali. In Italia a Corsico e a Parma Ikea sta mettendo a punto sistemi di riscaldamento-raffreddamento per edifici sfruttando il geotermico di terza generazione.